# Парфений (Гуриновский)
Архимандрит Парфений (в миру Пётр Стефанович Гуриновский; 1770—1812) — архимандрит Устюжского Михайло-Архангельского монастыря Русской православной церкви, педагог и ректор Пермской духовной семинарии.

## Биография
Пётр Гуриновский родился в 1770 году в семье московского священника. С 1778 года обучался в Московской духовной академии, откуда был отправлен в Санкт-Петербург в Комиссию об устройстве народных училищ.

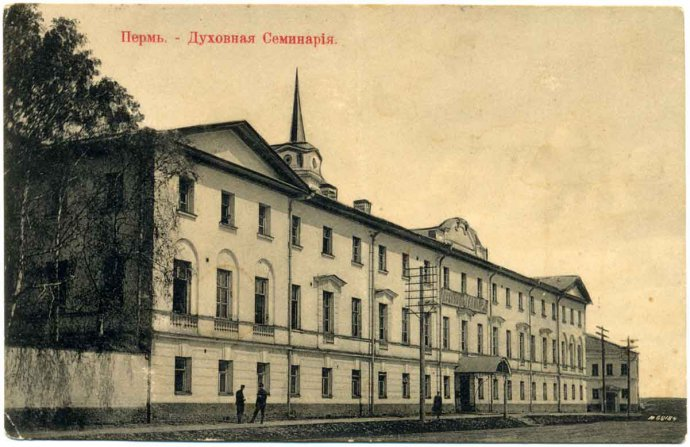
Пермская духовная семинария в конце XIX века

18 февраля 1800 года Пётр Гуриновский был определён в Александро-Невскую академию учителем еврейского и греческого языков.
5 августа 1800 года Пётр Гуриновский принял в академии монашеский постриг с именем Парфения и был произведён в иеродиаконы, после чего служил в академии учителем грамматики, синтаксического класса, поэзии и риторики.
В 1804 году Парфений был возведён в сан архимандрита и определён настоятелем Верхотурского монастыря. В том же году отец Парфений был назначен первым ректором незадолго до того открытой (1800) духовной семинарии в городе Перми, одновременно исполняя обязанности учителя богословия и красноречия и присутствующего в Пермской духовной консистории. За время своего ректорства Парфений успел наладить в Пермской духовной семинарии устройство административной части.
В мае 1807 года архимандрит Парфений был перемещён в город Великий Устюг в Михайло-Архангельский монастырь Вологодской епархии.
Парфений (Гуриновский) скончался 15 января 1812 года во вверенной ему обители.